# Iouli Rybakov
Iouli Rybakov (en russe : Юлий Андреевич Рыбаков), né le 25 février 1946, à Mariinsk au Camp de travail pénitentiaire de Siblag, en République socialiste fédérative soviétique de Russie, est un dissident soviétique, russe, artiste non conformiste, député de la Douma d'État de Russie (1993-2003), président du sous-comité  pour les droits de l'homme (2000-2003), fondateur et éditeur de la revue Terra incognita (2001-2003), ancien prisonnier politique (1976-1982), membre de la commission publique pour la préservation de l'héritage de l'académicien Andreï Sakharov.

## Biographie
Rybakov est né le 25 février 1946 à Mariinsk, dans l'oblast de Kemerovo, dans un camp de prisonniers politiques, au sein d'une famille d'officiers de marine de Saint-Pétersbourg. Ses parents, représentants de l'intelligentsia artistique, ont été illégalement réprimés. En 1974, il est diplômé de l'école d'art professionnelle n° 11 de Léningrad dans la section sculpture. En 1974-1976, il étudie à l'Institut académique d'État de peinture, de sculpture et d'architecture de Saint-Pétersbourg (sans obtenir son diplôme terminal).
À partir de 1968, il travaille comme ouvrier, responsable du chauffage, puis cuisinier au Musée russe et au Musée russe d'Ethnographie, designer artistique dans un Institut de recherche technique, et accessoiriste au Théâtre Kirov.
En 1976, il participe au mouvement des dissidents et de défense des droits de l'homme, ainsi qu'à la diffusion des livres d'Alexandre Soljenitsyne, de tracts, de slogans (l'inscription sur les murs des deux bastions de la Forteresse Pierre-et-Paul du texte « Vous crucifiez la liberté, mais l'âme de l'homme  ne connaît pas les chaînes », sur une longueur de 40 m sur 1.2 de hauteur). Il est arrêté par le KGB sur base de l'article 70 du Code pénal (antisoviétisme) de la RSFSR. L'un des officiers du KGB, qui ont mené la perquisition dans cette affaire était le lieutenant Vladimir Poutine,. Iouli Rybakov a été condamné pour son implication dans un acte qualifié de hooliganisme, vol de matériel, à six années de privation de liberté dans une colonie pénitentiaire à régime renforcé.
En 1982, il retourne à Leningrad et y étudie le droit et la jurisprudence. En 1988, il devient l'un des organisateurs et des dirigeants de la branche léningradoise du parti Union démocratique, membre de la section de Léningrad de la société internationale pour les droits de l'homme, de la société nationale-démocratique Russie Libre (Svobodnaïa Rossia), du parti démocratique Libre de Russie (SDPR).
En 1990, il est élu député du soviet de la ville de Leningrad (Lensoviet), et il organise la première commission parlementaire sur les droits de l'homme.
En décembre 1993, il est élu député de la Douma d'État dans le 208-ème district nord de Saint-Pétersbourg sur la liste du parti Choix démocratique de Russie (en). Il a obtenu 24,43 % des voix et il est entré dans le même groupe parlementaire que ''Choix de la Russie''(fraction) (ru) et au Comité d'État chargé de la législation sur la réforme judiciaire. Le mars 1994, Rybakov devient membre du groupe d'initiative pour la création du parti ''Choix démocratique de la Russie'' (ru).
En décembre 1995, il est élu député de la Deuxième Douma d'État (en) dans le 206-ème district de l'Amirauté de Saint-Pétersbourg au sein du parti Choix démocratique de la Russie et il est également soutenu par le parti Iabloko.
Après la mort de Galina Starovoïtova, assassinée en novembre 1998, Rybakov dirige le mouvement Russie démocratique (en) jusqu'en octobre 2000.
En août 1999, de manière non officielle, il entre avec son parti Russie démocratique dans la composition de l'Union des forces de droite
. En décembre de la même année il est réélu député dans la Troisième Douma d'État (en) dans la 206-ème circonscription de Saint-Pétersbourg obtenant 21,35 % des voix et battant Alexandre Nevzorov,.
En janvier 2002 Rybakov quitte l' Union des forces de droite parce que ce parti soutenait la politique menée par la nouvelle direction du pays. Puis, après avoir refusé d'adhérer au parti Russie Libérale (en) dirigé à l'époque par Boris Berezovski, il commence à travailler activement au sein du mouvement Russie Libérale sous la direction de Sergueï Iouchenkov.
En mars 2002 le bureau des douanes de Saint-Pétersbourg lui a confisqué cent cassettes du film Assassinat de la Russie (en).
À partir de 2006, Rybakov est membre du parti Iabloko, vice-président de la fraction des droits de l'homme au sein de ce parti. En 2007, il a cessé d'être membre d'un parti politique.
Il a été membre du conseil des droits de l'homme de Saint-Pétersbourg, membre  de l'Union des écrivains de Saint-Pétersbourg, membre du partenariat Culture libre. En 2021, il est devenu membre de la communauté de la paroisse de Saitn-Pétersbourg de l'Église orthodoxe apostolique.

## Évènements de Boudionnovsk
En 1995 avec les députés de la douma d'État Sergueï Kovalev et Victor Kourotchkine (ru), sur ordre du premier ministre Viktor Tchernomyrdine, il négocie avec Chamil Bassaïev, qui a investi l'hôpital de Boudionnovsk. Après la prise d'otages de Boudionnovsk, qui a coûté la vie à une centaine d'otages, les négociations ont permis la libération en premier lieu des femmes et des enfants de la maternité, le maintien des négociateurs dans l'hôpital, puis finalement la libération de tous les survivants. La condition principale de cet accord était l'engagement  du gouvernement russe de mettre fin aux hostilités et de résoudre la question du statut de la Tchétchénie uniquement par la négociation.

## Défense des droits de l'homme
En 1990, Rybakov crée la première commission parlementaire d'URSS pour les droits de l'homme. Il est membre de l'association internationale des droits de l'homme, du comité de rédaction des revues Grani et Possev, de l'association Culture Libre.
Pendant la guerre de Tchétchénie, de 1996 à 1999, il participe à la libération d'environ 2 500 soldats détenus par les Tchétchènes. Il a pris part également à un rassemblement contre la Seconde guerre de Tchétchénie, qui a eu lieu à Moscou en février 2001,.
De 2000 à 2003, il a été président du sous-comité pour les droits de l'homme à la Douma de la fédération de Russie.
En juin 2007, a été constitué le Conseil des droits de l'homme de Saint-Pétersbourg, qui comprenait plusieurs organisations de défense des droits de l'homme avec Iouli Rybakov, Iouri Nesterov, Natalia Evdokimova et Léonid Romankov.
Rybakov est l'auteur du livre : Mon siècle : notes historiques et biographiques. Partie I (2010).

## Citation de textes de Rybakov
- « Vous crucifiez la liberté , mais l'âme de l'homme ne connaît pas les chaînes » (écrit sur le bastion de la Forteresse Pierre-et-Paul en 1976)[18].
- « L'arbitraire et l'anarchie juridique sont devenus la norme habituelle de la vie russe. La loi et le droit dans notre pays de terra incognita, sont d'une terre inconnue, dans laquelle nous commençons à peine à vivre » (2001)[19].

## Récompenses
Signe honorifique de l'Union des journalistes de Symbole de liberté.
En 2020, il a remporté le prix du Groupe Helsinki de Moscou dans le domaine de la protection des droits de l'homme.

## Artiste
Artiste non-conformiste.
- En 1975-1976, il participe à l'Association des expositions expérimentales (ru).
- En 1982-1988, il est l'organisateur de Partenariat des beaux-arts expérimentaux (ru).
- En 1990, il est l'un des organisateurs du Partenariat culturel libre et du centre d'art Pouchkinskaïa-10.

Rybakov a participé à plus de quarante expositions en Russie et à l'étranger. Ses œuvres se trouvent dans des musées et des collections particulières.

### Sélection d'expositions
- 1975 — Gazanevsky (en), Leningrad
- 1976 — participation à une manifestation d'artistes underground près de la Forteresse-Pierre-et-Paul suivie d'une arrestation et d'une peine d'emprisonnement de six années .
- 2013 — Portrait d'aujourd'hui, musée Erarta, Saint-Pétersbourg
- 2014 — Pouchkine-10. Territoire de liberté. Musée russe[21].

### Collections dans lesquelles se trouvent des œuvres de Rybakov
- Musée d'art non-conformiste (ru) à Saint-Pétersbourg.
- Erarta, Saint-Pétersbourg,
- Musée d'histoire politique à Saint-Pétersbourg,
- Musée d'histoire religieuse à Saint-Pétersbourg,
- Musée d'art bulgare au Tatarstan.